# Colonella
Colonella, monotipski fosilni rod zelenih alga čija porodična pripadnost još nije točno utvrđena. Jedina vrsta je C. kajrahatensis.